# Protection Patrol Pinkerton (album)
Protection Patrol Pinkerton is het gelijknamige debuutalbum van Protection Patrol Pinkerton. Het album werd uitgebracht eind 2012. Van het album zijn Future = Our Home, This Time en Can't Decide ook als single uitgebracht, waarmee de band twee bescheiden hits scoorde.
Humo schreef in een recensie:

Het debuut van PPP is een beleefd aankloppen. Zie het als de schuchtere jongen die op het schoolfeest in een hoek staat te schuifelen: als je hem aanspreekt, heb je er misschien een vriend bij.
— Humo-recensent (tr)

## Tracks
| 1.                 | Can't Decide                        | 4:09 |
| 2.                 | Future = Our Home                   | 4:06 |
| 3.                 | This Time                           | 2:57 |
| 4.                 | Love Means War                      | 2:59 |
| 5.                 | Watching Over You                   | 2:35 |
| 6.                 | Start/Outrun                        | 3:12 |
| 7.                 | Everything Is Not the Same          | 3:42 |
| 8.                 | The Beatles Songs Are Wrong         | 2:57 |
| 9.                 | Pack & Go Blues                     | 4:02 |
| 10.                | A Small Request Just To Leave Me Be | 4:18 |
| Totale duur: 34:49 |                                     |      |